# Гійом Постель

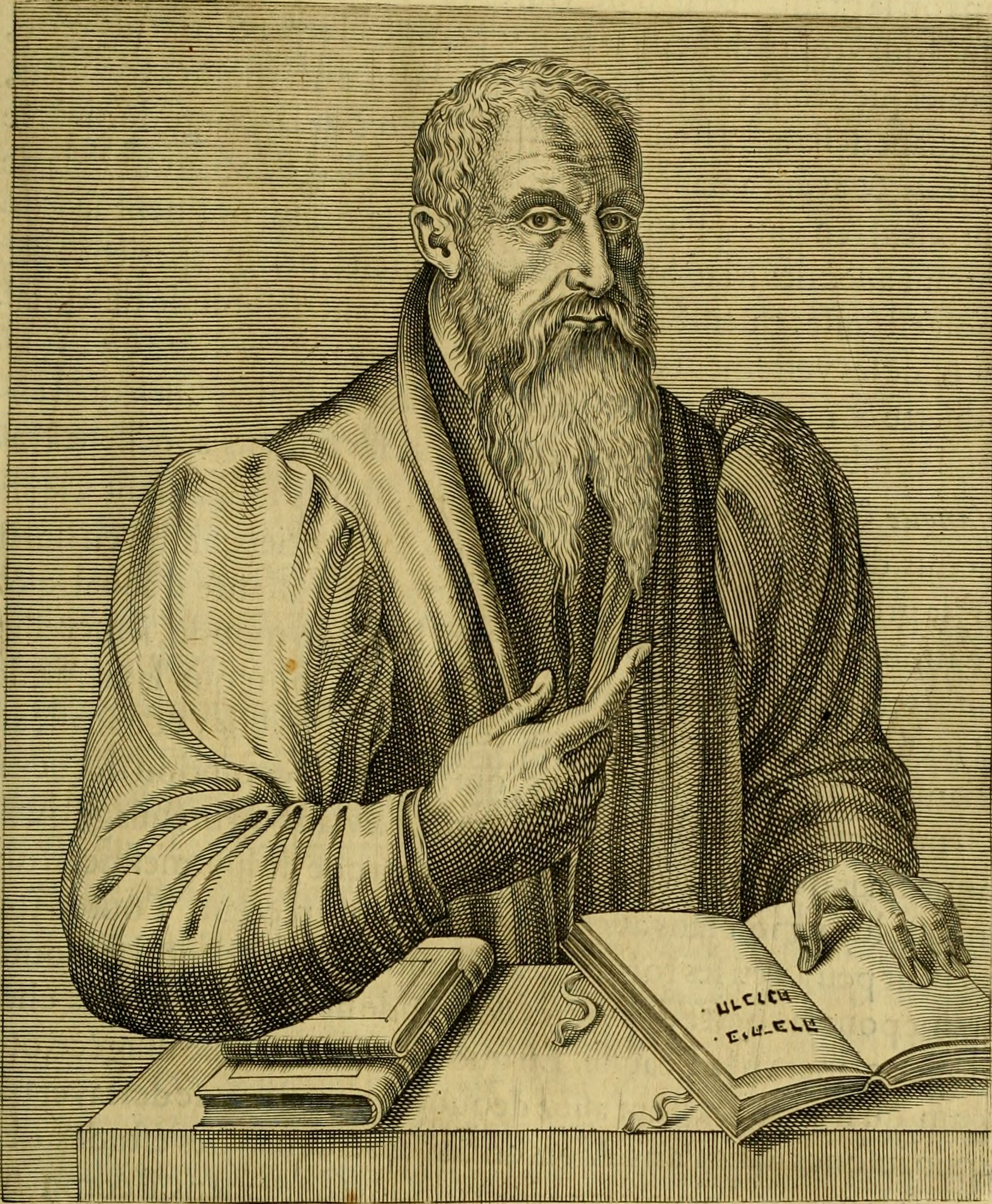
Постель у Les vrais pourtraits et vies des hommes illustres grecz, latins et payens (1584) Андре Теве

Гійом Постель (фр. Guillaume Postel; 25 березня 1510 — 6 вересня 1581) — французький гуманіст, мовознавець, астроном, кабаліст, дипломат, прибічник універсалізму.

## Біографія

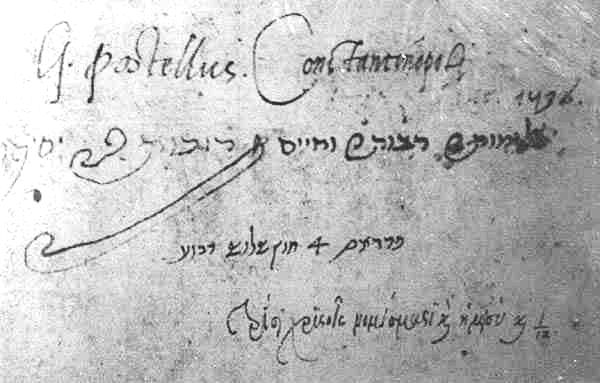
Примітка Ґійома Постеля на арабському астрономічному рукописі «Кінцеве розуміння підрозділів сфери» аль-Каракі, 1536, Константинополь

Народившись у бідній сім'ї в селі Барантон у Нижній Нормандії, Постель зумів влаштуватися слугою ректора паризького колежу Сент-Барб і самостійно вивчив латину, грецьку і давньоєврейську мови.

### Подорож до Османської імперії
Завдяки його освіченості і за клопотанням Маргарити Наваррської король Франциск I, який прагнув укласти з турками-османами франко-турецький альянс, 1536 року включив Постеля як перекладача до складу посольства першого посланника Франції в Константинополі Жана де Ла Форе. Тут Постель вивчив арабську мову і загорівся ідеєю обернути мусульман у християнство.
З поїздки Постель привіз кілька цінних арабських рукописів і написану ним працю під назвою «Вступ до алфавітних символів дванадцяти різних мов» (лат. Linguarum Duodecim Characteribus Differentium Alphabetum Introductio; 1538). У 1539 році він був призначений професором Колегіуму трьох мов.

### Подорож до Італії
У ході подорожі до Італії Постель 1544 року познайомився з Ігнатієм Лойолою, став членом ордену єзуїтів, але згодом був виключений з нього.
В 1547—1549 роках він перебував у Венеції, де служив капеланом госпіталю святих Іоанна й Павла і цензором книг мовою іврит. Тут же він став сповідником ясновидиці матері Іоанни, яка справила великий вплив на формування його поглядів. Після смерті Іоанни він визнав її за Венеційську Діву, яка продовжила справу Орлеанської Діви (Жанни д'Арк), і втіленням Душі світу. У 1551 або 1552 році Постель оголосив себе первістком Венеційської Діви, який зазнав трансмутації, і висловив готовність продемонструвати своє безсмертя на багатті.

### Мандри
У 1549 році Постель знову вирушив на Схід, потім деякий час викладав у Парижі. Однак незадоволений його поглядами Генріх II змусив філософа кинути викладання.
Постель мандрував Європою (Швейцарія, Австрія), знову поїхав до Венеції, дізнавшись, що його твори збираються занести в Індекс заборонених книг. Підозрюючи Постеля в єресі, Інквізиція спочатку намагалася примусити його до зречення, але в 1555 році визнала його божевільним (з формулюванням non malus sed amens) і піддала тюремному ув'язненню.
Після смерті Павла IV в'язницю було відкрито. Близько 1562 року Постель повернувся до Парижа. Помер в паризькому абатстві Сен-Мартен-де-Шан, де перебував у фактичному ув'язненні (нині в цій споруді знаходиться Музей мистецтв і ремесел).

## Праці

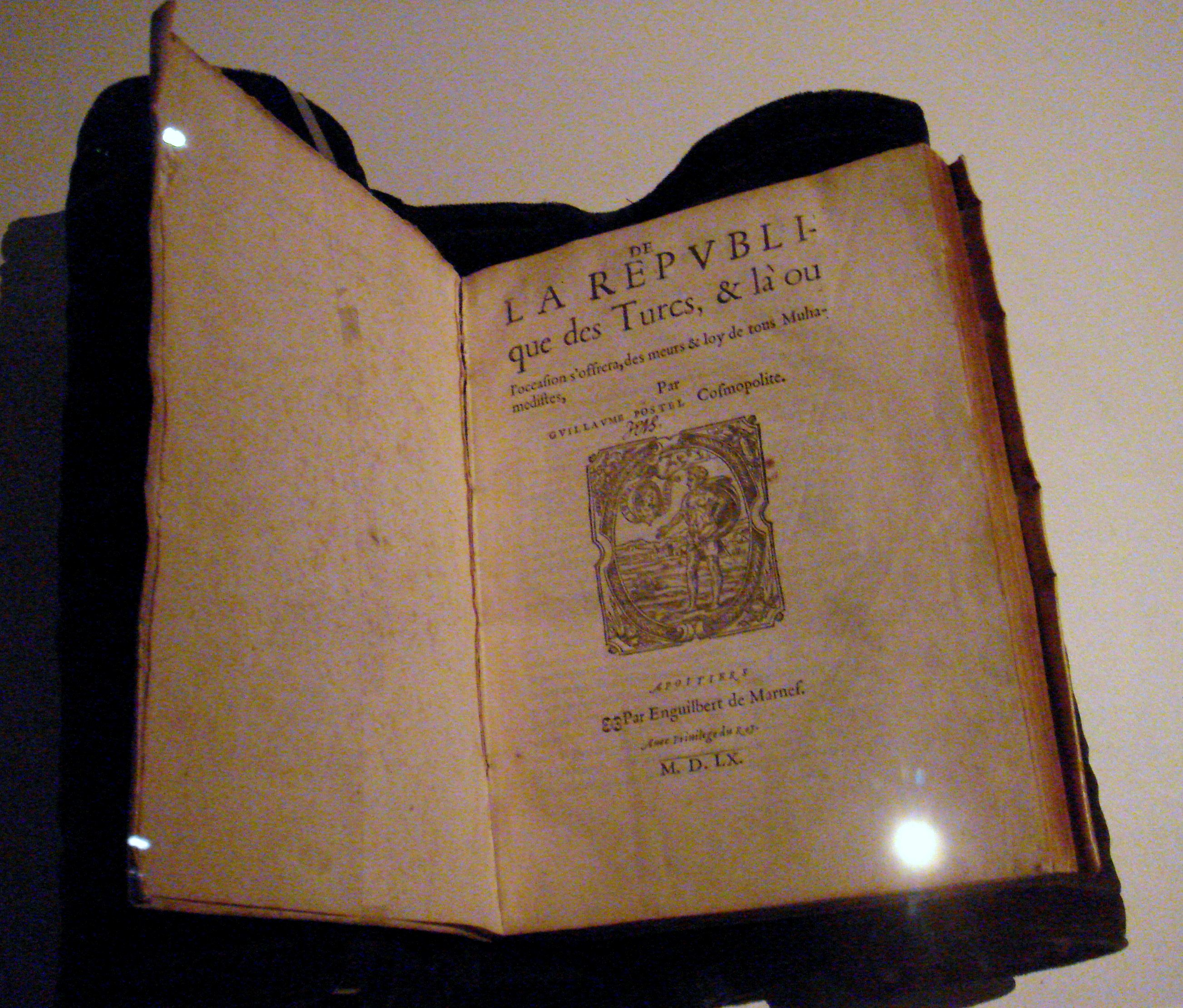
«Про Турецьку Республіку», Ґійом Постель, Пуатьє, 1560

У «Вступі до алфавітних символів дванадцяти різних мов», виданому в 1538 році, Постель став першим ученим, який визнав написи на юдейських монетах періоду Великого повстання євреїв як іврит, записаний стародавніми «самаритянськими» літерами.

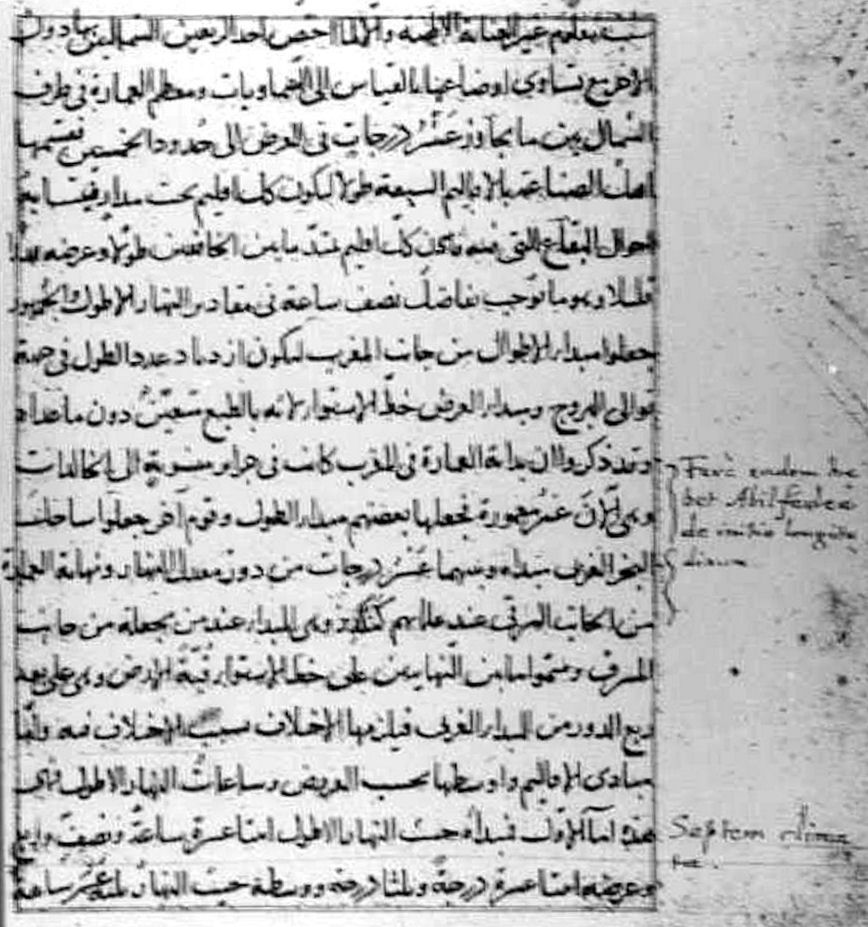
Арабський астрономічний рукопис ат-Тусі з примітками Ґійома Постеля

У 1543 році Постель опублікував критику протестантизму і підкреслив паралелі між ісламом й протестантизмом в «Книзі згоди між Кораном і Євангелієм» (Alcorani seu legis Mahometi et Evangelistarum concordiae liber).
У 1544 році в праці «Про гармонію Землі» (De orbis terrae concordia) Постель виступив за універсалістську світову релігію. Тезою книги було те, що всі євреї, мусульмани і язичники можуть прийняти християнську релігію, як тільки буде показано, що всі релігії світу мають загальні засади і що християнство найкраще представляє ці засади. Він вважав, що цими засадами є любов до Бога, прославляння Бога, любов до людства та допомога людству.
У праці «Про Турецьку Республіку» (De la République des Turcs) Постель зробив досить позитивний опис османського суспільства.
Постель невпинно виступав за об'єднання всіх християнських церков і був дивовижно терпимим до інших релігій в той час, коли така терпимість була незвичайною.
Завдяки зусиллям Постеля з пошуку, перекладу і публікації рукописів, у європейському інтелектуальному дискурсі пізнього Відродження та раннього Нового часу з'явилось багато грецьких, івритських та арабських текстів. Серед цих текстів були:
- «Начала Евкліда» у версії астронома ат-Тусі;
- астрономічна робота «Кінцеве розуміння підрозділів сфери» (Muntahā al-idrāk fī taqāsīm al-aflāk) аль-Каракі, у якій був оскаржений «Альмагест» Птолемея;[7]
- астрономічні роботи ат-Тусі та інших арабських астрономів, які могли вплинути на теорію Коперника про епіцикли;
- латинські переклади текстів «Зогар», «Сефер Йеціра» і «Бахір», фундаментальних праць єврейської кабали.